# Pantherodes pardalaria
Pantherodes pardalaria är en fjärilsart som beskrevs av Jacob Hübner 1823. Pantherodes pardalaria ingår i släktet Pantherodes och familjen mätare. Inga underarter finns listade i Catalogue of Life.